# Slottet i Blois

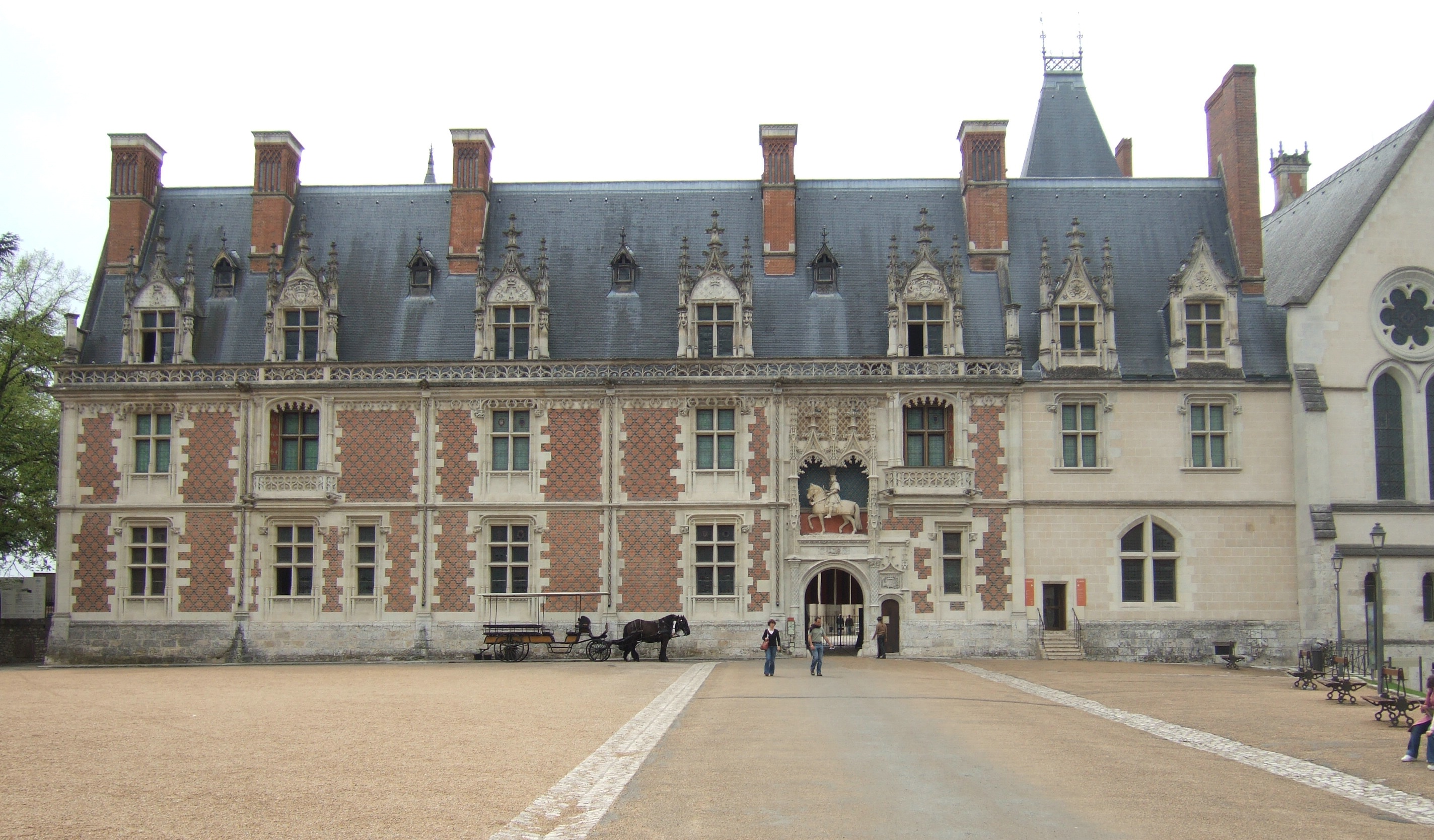
Fasaden på Ludvig XII:s flygel med huvudentrén till slottet

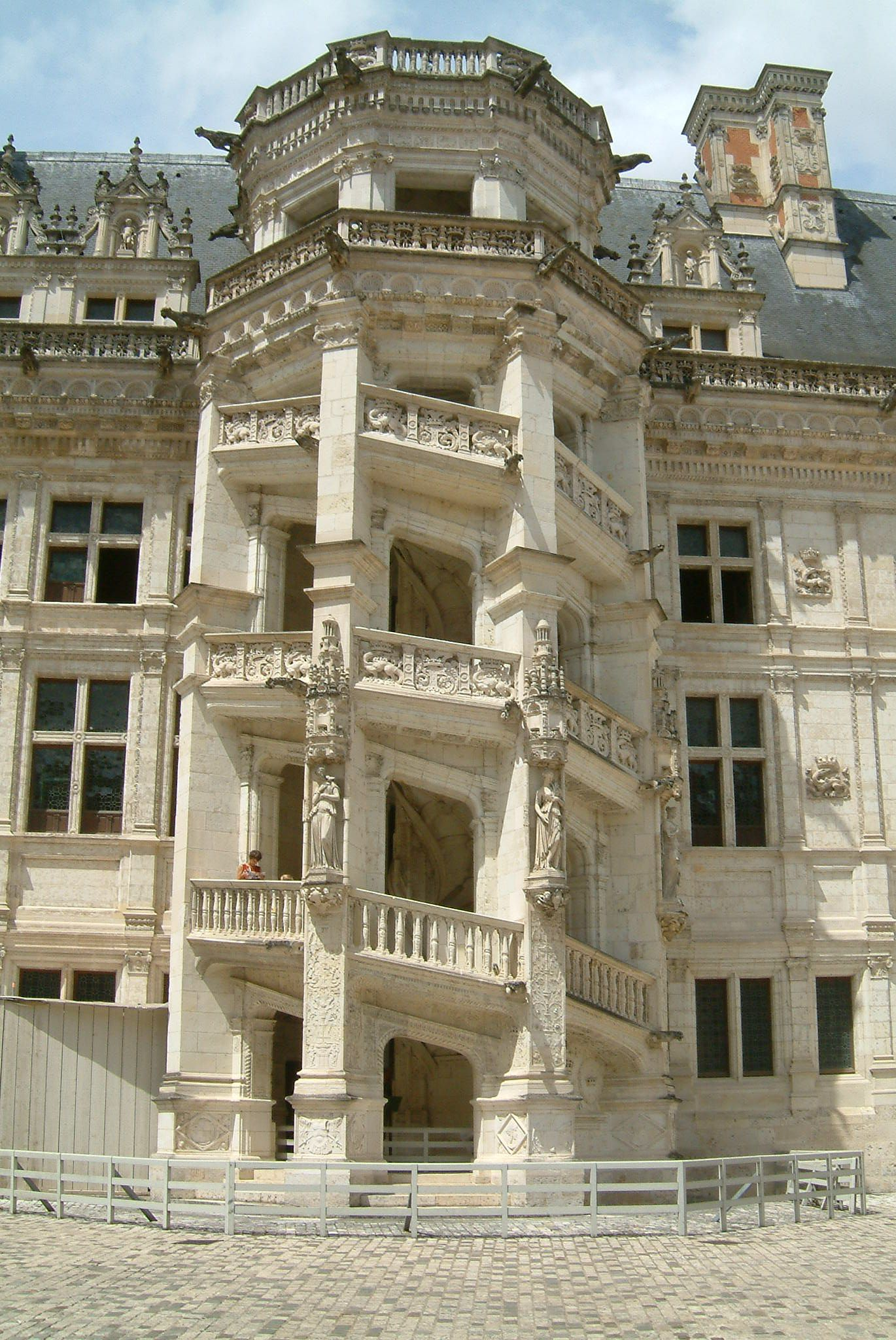
Spiraltrappan i Frans I:s flygel

Slottet i Blois (franska: Château de Blois) ligger i departementet Loir-et-Cher i Frankrike.
Slottet ligger mitt i staden Blois och består av flera byggnader, uppförda runt den stora slottsgården mellan 1200-talet och 1600-talet. Dess mest berömda del är spiraltrappan i Frans I:s flygel. Det har varit många kungars residens men är även den plats dit Jeanne d'Arc begav sig 1429 för att bli välsignad av ärkebiskopen av Reims innan hon och hennes armé fördrev engelsmännen ut ur Orléans.

## Historia

### Ludvig XII
Det medeltida slottet blev ett kungligt residens och den politiska huvudstaden i kungariket under Ludvig XII, som besteg tronen 1498. I början av 1500-talet påbörjade kungen en ombyggnad av slottet och skapandet av en renässanspark. 1890 förstördes parkerna då Victor Hugo-avenyn byggdes.
Flygeln är byggd av tegel och gråsten och bildar huvudentrén till slottet. Ovanför entrén finns en staty av kungen. Även om arkitekturen till största delen är gotisk så finns det detaljer som är från renässansen, som till exempel en liten ljuskrona.

### Frans I

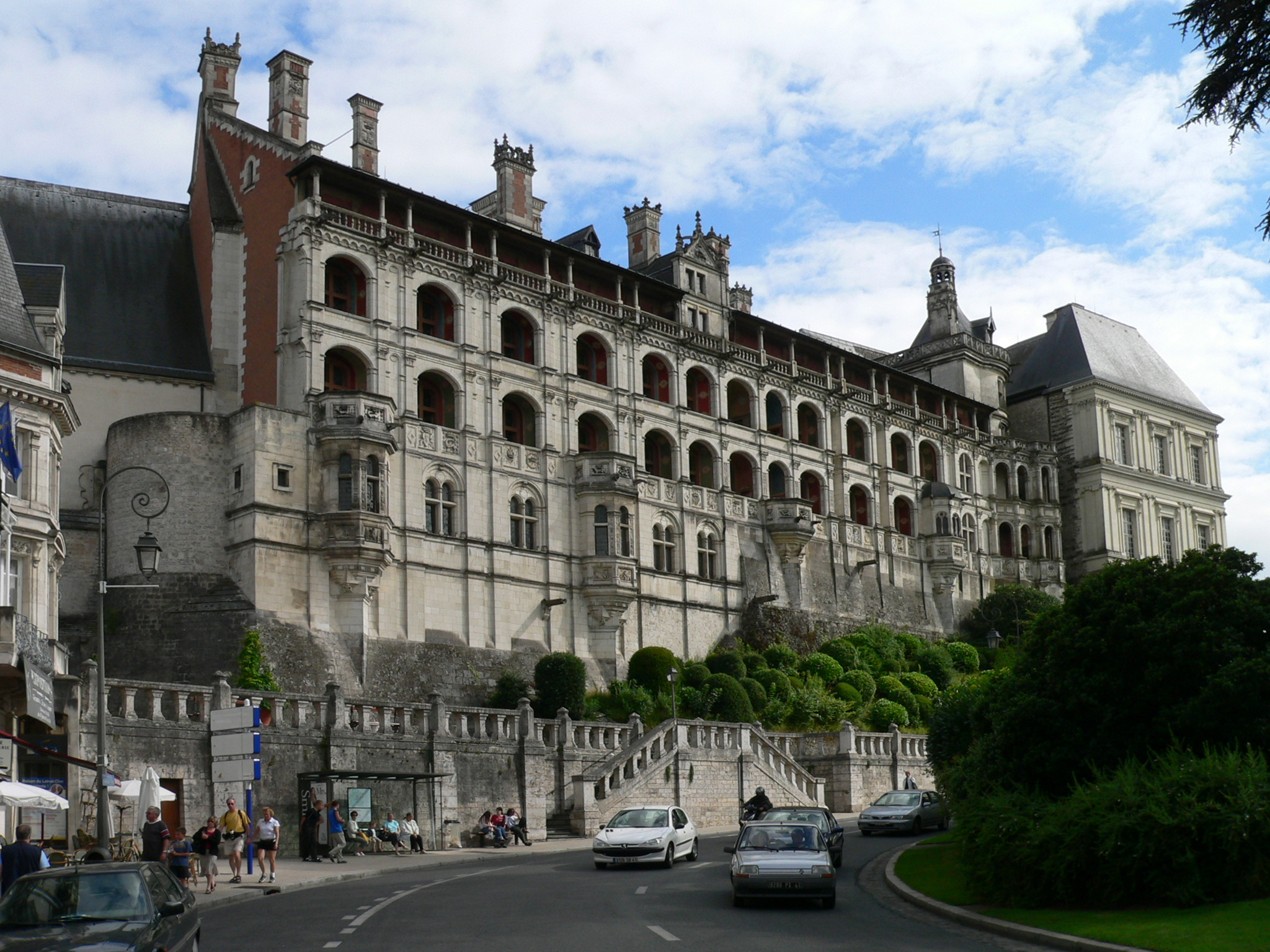
Baksidan av Frans I:s flygel, ut mot centrala Blois

När Frans I kom till makten fick hans hustru, Claude av Frankrike, honom att renovera slottet med avsikten att flytta dit från slottet i Amboise. Frans I påbörjade byggnationen av en ny flygel och skapade ett av den periodens viktigaste bibliotek i slottet. Efter att hans fru avlidit 1524, tillbringade han väldigt lite tid på slottet och det stora biblioteket flyttades till slottet i Fontainebleau där det användes för att skapa Bibliothèque Nationale (statsbiblioteket).
I denna flygel utmärks arkitekturen och ornamenteringen av italienska influenser. I mitten finns den stora spiraltrappan som är beklädd med skulpturer ut mot slottsgården. Baksidan av flygeln utgörs av Logesfasaden som karaktäriseras av en rad osammanhängande mönster.

### Henrik III
Henrik III, som fördrevs från Paris under hugenottkrigen, bodde på slottet och höll där den franska stadsförsamlingens möte 1576 och 1588. Det var under det mötet som han lät avrätta sin ärkefiende Henrik av Guise.

### Henrik IV
Efter Henrik III innehades slottet av den förste bourbonske kungen, Henrik IV. När han dog blev slottet en plats i exil för hans hustru Maria av Medici. 

### Gaston, hertig av Orléans

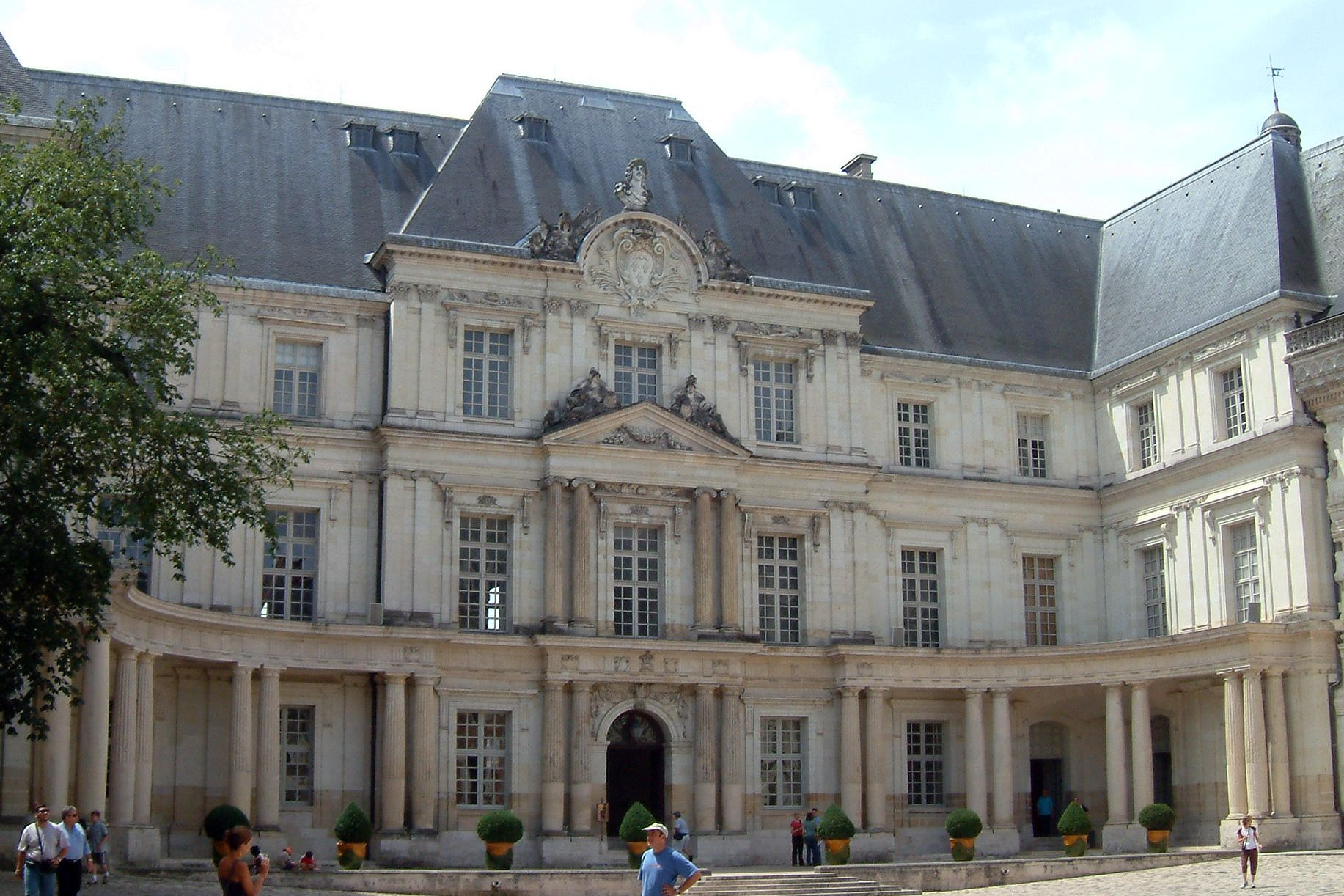
Gaston d'Orléans flygel som aldrig byggdes färdig

1626 gav Ludvig XIII slottet till sin bror, Gaston d'Orléans som bröllopsgåva. 1635 påbörjades ett nytt försök att bygga ut slottet men när Gaston avled 1660, så upphörde byggnationerna. Uppgiften att fortsätta utbyggnaden gavs till den då kände arkitekten François Mansart. Flygeln bildar den bakre delen av slottgprden och ligger mitt emot Ludvig XII:s flygel. Mittsektionen består av tre horisontella plan där doriska, joniska och korintiska kolonner kan ses.
Vid tiden för den franska revolutionen hade slottet varit övergivet i mer än 130 år. Det beslutades att slottet skulle rivas men blev i stället ett militärresidens.

### Bevarande som ett monument
1841 blev slottet klassat som historiskt monument av Ludvig Filip I. Det renoverades och blev ett museum. Idag ägs slottet av staden Blois och är en stor turistattraktion.